# Стэтеску, Эуджениу
Эуджениу Стэтеску (рум. Eugeniu Stătescu; 25 декабря 1836, Бухарест — 30 декабря 1905, Бухарест) — румынский адвокат, политический и государственный деятель, министр иностранных дел Королевства Румыния (9 октября 1881 — 1 августа 1882). Доктор права.

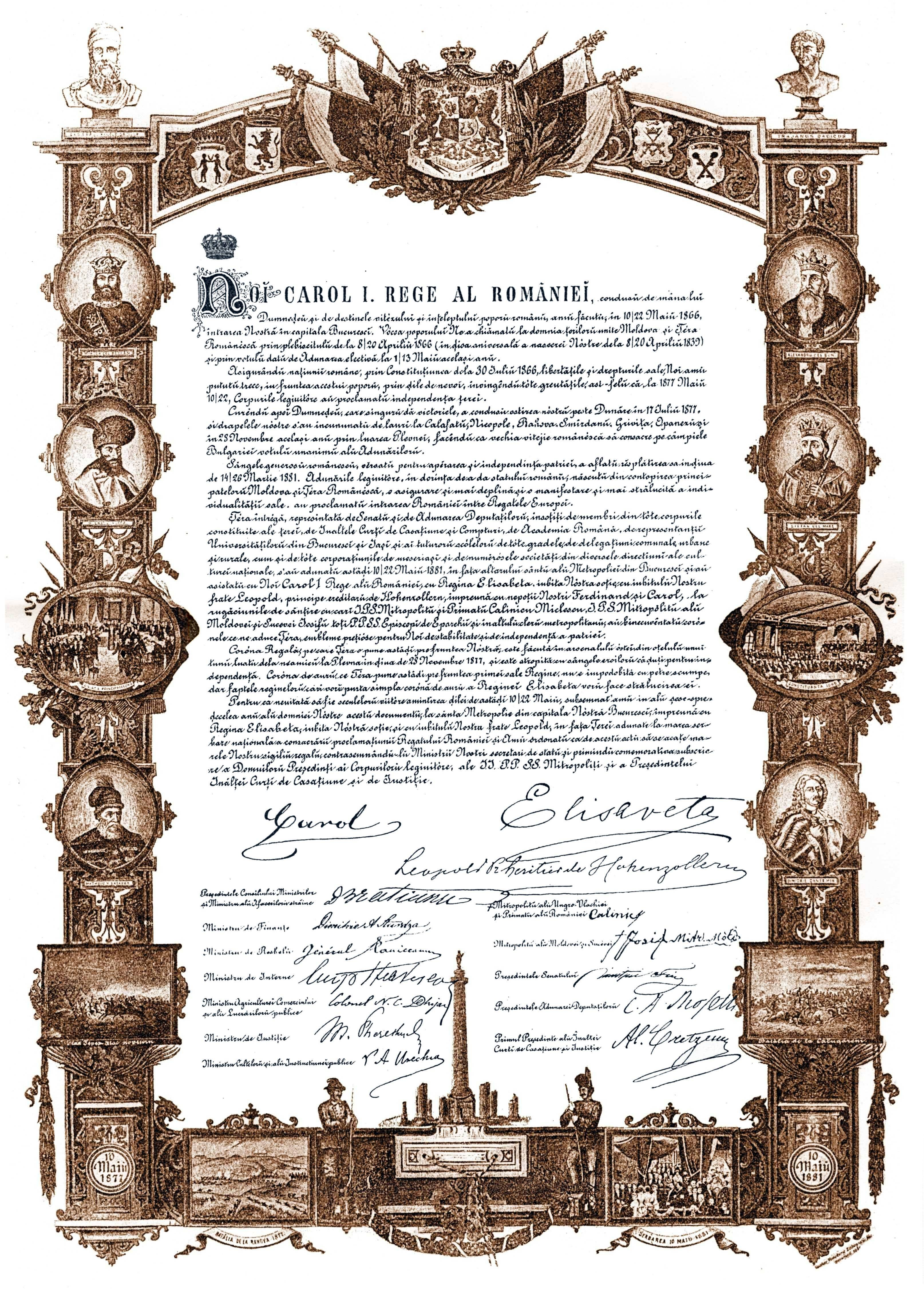
Акта о провозглашении Королевства Румыния

Один из подписантов Акта о провозглашении Королевства Румыния в 1881 г.

## Биография
Окончил юридический факультет Парижского университета, где защитил докторскую диссертацию. После возвращении на родину, практиковал как адвокат, писал статьи для либеральной прессы.
В 1868 г. вступил в румынскую Национально-либеральную партию. В 1876 г. был избран депутатом парламента.
В 1876—1881 г. занимал должность министра юстиции.
С апреля по июнь 1881 г. — министр внутренних дел.
9 июня 1881 — август 1882 — министр иностранных дел.
С 1897 г. — председатель румынского Сената.